# Халкопирит
Халкопирит (от гръцки χαλκóς „мед“ + пирит) е минерал със следния състав CuFeS2, където съдържанието на мед е около 35%. В България се добива в Средна гора. Той е един от главните източници на мед. Цветът му е розов, лилав, син, червен, оранжев и жълт.